# ウリッジ工廠
座標: 北緯51度29分40秒 東経0度3分22秒 / 北緯51.49444度 東経0.05611度

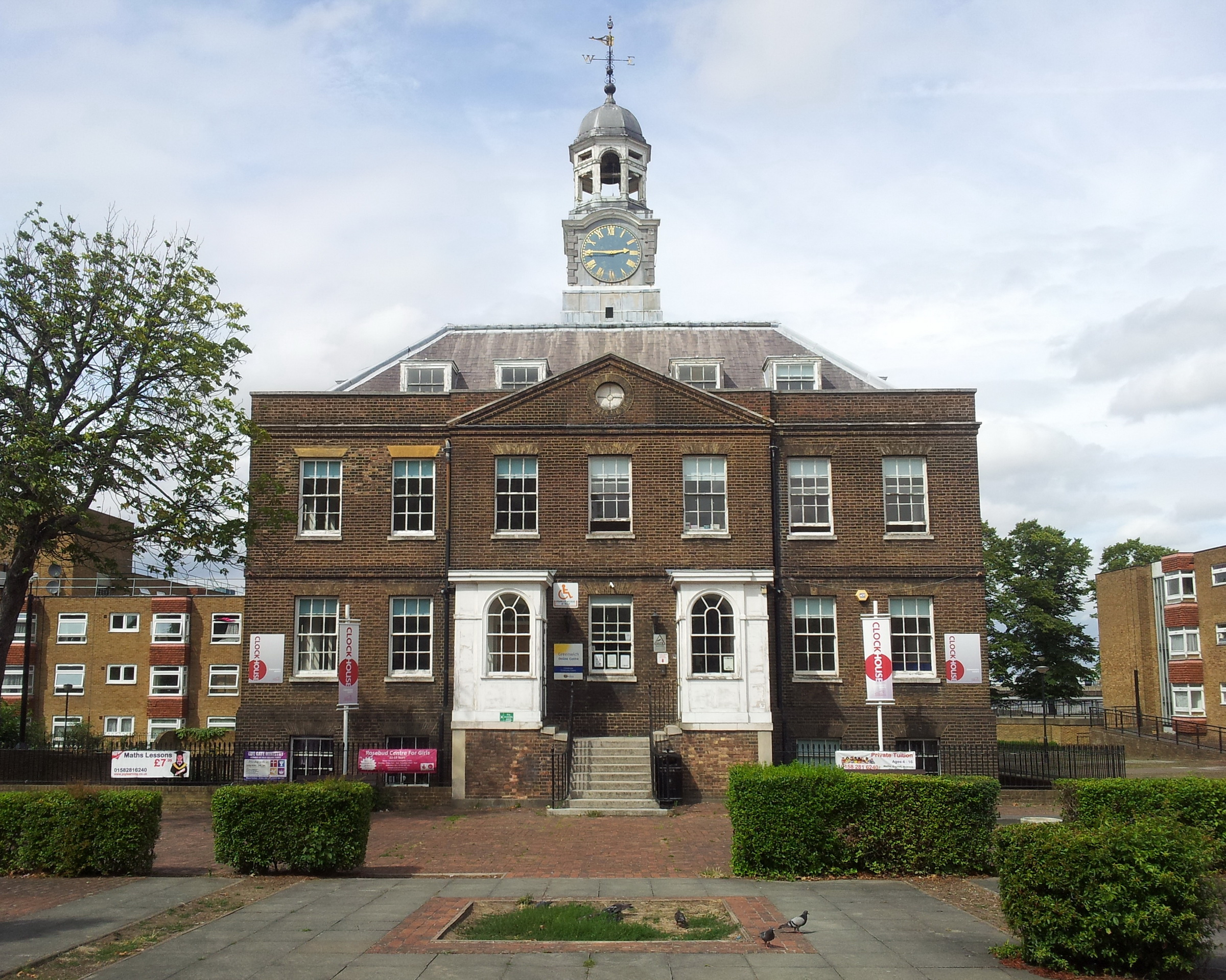
クロック・ハウス (工廠事務所、1783-4年)：ウリッジ工廠の敷地にあった建物の中で、現存する最古の建造物。

ウリッジ工廠 (ウリッジこうしょう、英語: Woolwich Dockyard) はテムズ川沿いのウリッジにあった、イギリスの海軍工廠。16世紀初頭から19世紀末にかけて、ここで数多くの船が建造された。56エーカーもの広大な敷地は、ウリッジ・チャーチ・ストリートの北、ウォースパイト・ロードとニュー・フェリー・アプローチの間に広がっていた。現在は一部が住居地区、一部が工業地区になっているが、古跡のいくつかは修復され残っている。

## 歴史

### 設立と初期の歴史
ウリッジ工廠は1512年に、イングランド王ヘンリー8世によって、彼の旗艦であり当時最大の軍艦だった、アンリ・グラサデューを建造するために設立された。この軍艦はオールドウリッジの大砲岸壁で建造され、この地区の西側は後にウリッジ工廠もしくは、ウリッジの王の工廠 (The King's Yard, Woolwich)として知られる。よく似たデットフォード工廠と同じように、ウリッジ工廠もグリニッジの王宮に近く、都合の良いテムズ川南岸を選んで設立されたと推測されている。工廠は1540年に、より東の現在の位置に移動され、2つの乾ドックが操業の中心となった。

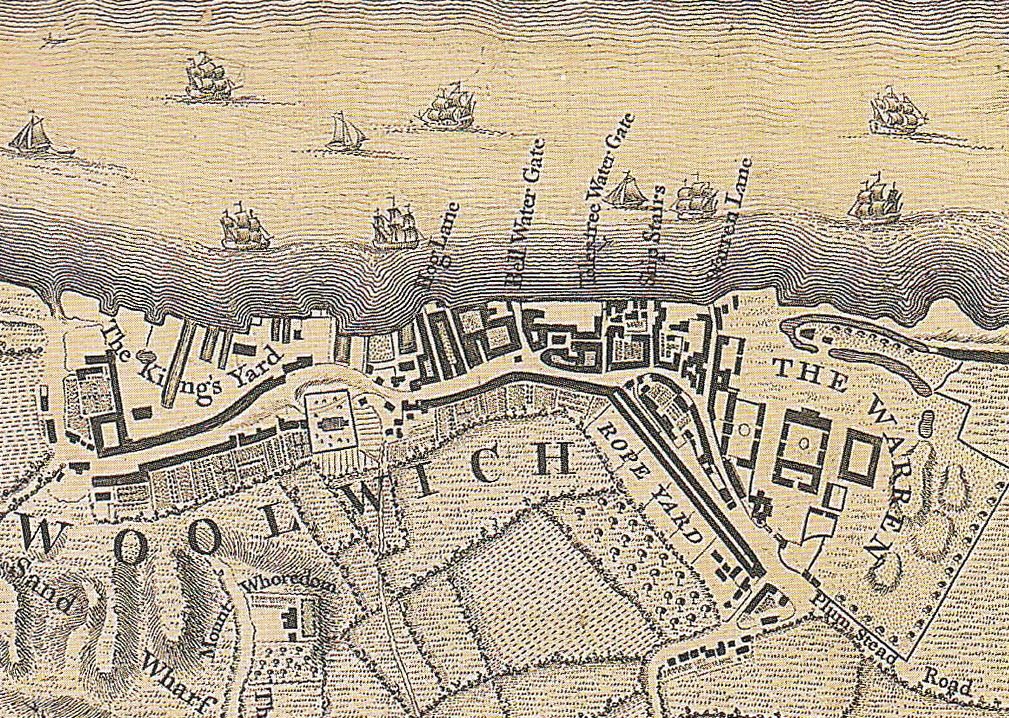
ウリッジの地図 (1740年代)：王の工廠 (King's Yard、左手)、オールド・ウリッジ (中央) 、そしてロープ加工所と放牧場が東に描かれている。

帆船時代になると工廠は、建造用の屋根付き船台、デリック、製材所、原図場、多数の倉庫 (1693年に建てられた広大なグレート・ストアハウスを含む)といった施設を備え、後年には錨や鉄製部品を作成する金属加工工場も建てられた。2つの乾ドックは何度か建て直されたが、最初に建て直しが行われたのは17世紀初頭だった。その際西側のドックは拡張され、2隻の船を端から端まで収容できた。

#### 大砲埠頭
他の王立工廠と同様に、ウリッジ工廠には大砲の保管や準備を行ったり、船に弾薬を補給するための大砲埠頭があり、兵器省が管理を行っていた。この埠頭は、ベルウォーターゲートの東、現在のウォーターフロント・レジャー・センターに隣接する駐車場となっている地点にあった。ここはまさに1512年に初めてウリッジ工廠が設立され、1515年に大型キャラック船アンリ・グラサデューが建造された場所である。1540年代に、工廠の施設はより西寄りに移された。一方、大砲埠頭は補給物資の貯蔵に用いられた。後年になると、陸地部分はロープ加工所と共用となり、麻やその他原料を保管する倉庫が建てられた。兵器省は1650年代から、大砲埠頭のさらに東の開けた土地に、大砲や大型の銃器の試験場を設立した。これは後のウリッジ王立兵器庫（Royal Arsenal）の端緒となった。

#### ロープ加工所
1570年代に当時最大級となる王立ロープ加工所がウリッジに設置された。この作業所は工廠の敷地範囲に収めるにはあまりに長すぎたので、ロープ置き場はかつてのベレスフォード・ストリートに沿ってずっと伸びていた。他の王立工廠にも同様の作業所が設置され、そちらが優先されるようになった1750年までウリッジのロープ加工所は操業を続けた。その後しばらくしてロープ加工所は火災によって重大な損傷を受け、建物は1835年に取り壊された。

### 移転と第2の黄金期

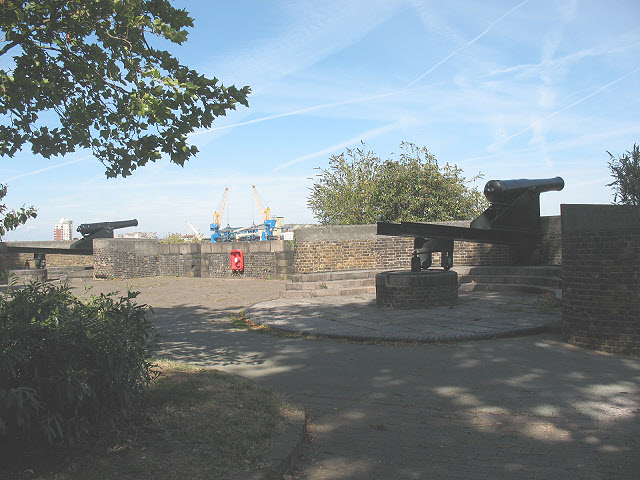
砲台：1847年に工廠を防衛するために建造され、1976年に再建された。

この工廠の繁栄は17世紀末に向けて衰退していった。例えば、1668年のウリッジ工廠の仕事は9,669ポンドの価値があったが、近隣のデットフォード工廠は15,760ポンドであり、より巨大なポーツマス工廠 (£35,045) やチャタム工廠 (£44,940) とは比べるべくもなかった。しかしながら、18世紀の最初の前半でウリッジ工廠は勢いを取り戻した。敷地は2倍となり、同様に労働者も倍増した。そして1700年代の最初の10年にウリッジ工廠から進水した船は、他のイギリスのどの工廠よりも多かった。
1780年代には西に向けて工廠が再び拡大され、敷地はさらに倍化した。拡大された工場敷地の大部分は、主に空き地と木材乾燥小屋となっており、艦船の建造に必要な大量の木材を置いておくために用いられていた。これは、海軍の船がその数と船体規模を拡大していったため、より多くの材料が必要とされたことが理由だった。1720年から使われている敷地の東の端にあったマスト・ポンド（マストに用いる木材を馴らすための池）は、この当時すでに小さすぎると見なされており、新たに２つのマスト・ポンドが新設された。新しい池とマスト加工所では120フィート（37m）までのマストを収容することができた。
ナポレオン戦争期まで盛んに艦船建造は行われた。しかし、艦船がさらに巨大となってゆく一方で、テムズ川は泥が堆積し次第に浅くなっていった。そこで、1802年に蒸気駆動浚渫船がウリッジに配備された。しかし依然として堆積は続き、窮屈となってしまったウリッジやデットフォードなどの川沿いの工廠は、絶え間なく拡大を続けるポーツマス工廠やデヴォンポート工廠の後塵を拝することとなった。

### 蒸気工廠化と工廠の最後
しかし、1831年にウリッジ工廠は海軍の蒸気工学の専門工廠としての役割が与えられ、延命されることとなった。（この蒸気工学は比較的新しい技術で、商業的には近郊のミルウォールで発達したものだった。）敷地には蒸気による製造とメンテナンスのために新たな建物が建てられた。その中にはボイラーを製造するためのボイラー製造所、真鍮や銅や鉄の鋳造所、蒸気機関の組み立て所などが含まれていた。1843年までにこれらの全ての施設は１つの工業団地として統合された。そして、様々な鍛冶場や炉は地下の煙道によって1本の巨大な煙突に繋げられていた.。
1840年代を通して、ウリッジ工廠は海軍の蒸気工廠として卓越した地位を保持していた。しかし、ポーツマス工廠（1848年）やデヴォンポート工廠（1853年）にも大規模な蒸気造船所が建設され、とりわけウリッジ工廠のドックの大きさがもはや建造される船のサイズに不十分となるにつれて、その重要性はまたも低下することとなった。依然として修理やメンテナンスのために比較的旧式の艦がウリッジ工廠を訪れたが、クリミア戦争の終結とともに蒸気工廠としての寿命はもういくばくもなくなった。しかしながら、工廠の造船機能は1850年代から1860年代の初頭にかけても稼働状態に置かれ、その設備も継続的に更新と拡張がなされていた。それでも、新たな装甲艦が登場するとともに、工廠としての必要要件を満たしてゆくことができなくなり、1865年までにはウリッジとデットフォートの両工廠が閉鎖となる運命にあることは明白となっていた。

### 工廠閉鎖とその後
ウリッジ工廠は最終的に1869年に閉鎖となった。工廠閉鎖の後敷地の大部分は戦争省によって近隣のロイヤル・アーセナル（王立兵器工場）に駐屯する海軍兵站部門の倉庫スペースとして用いられた。

### 建造された著名な船

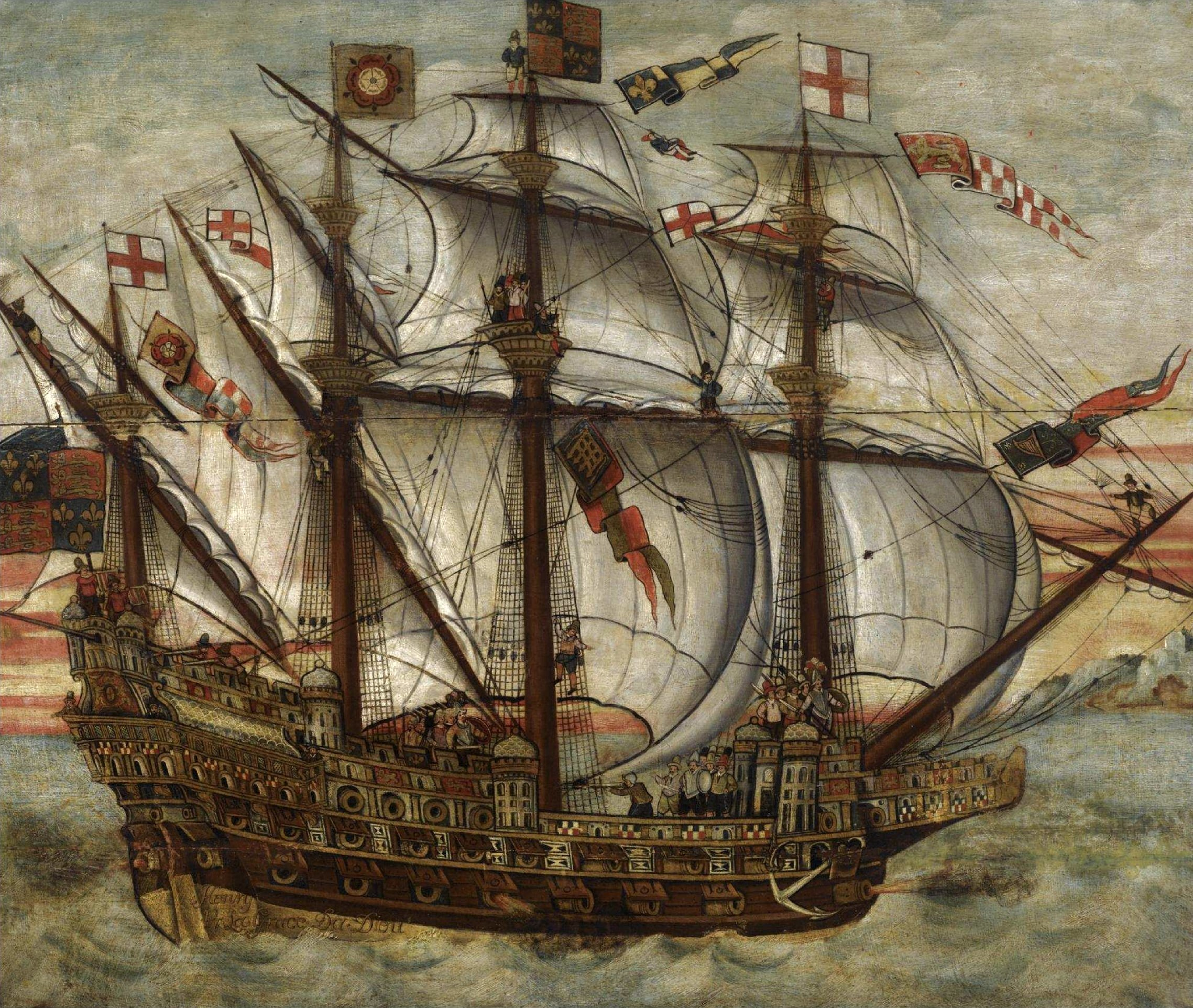
アンリ・グラサデュー

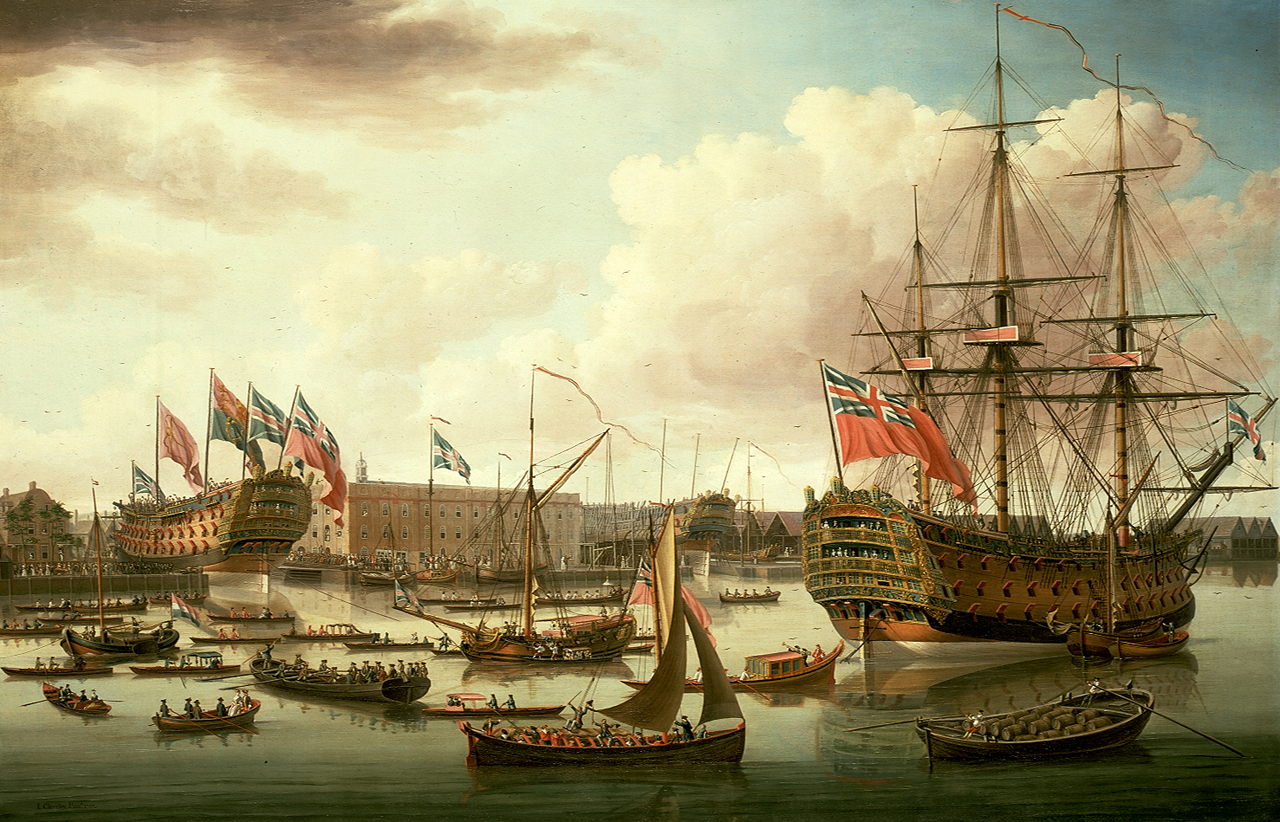
ロイヤル・ジョージ

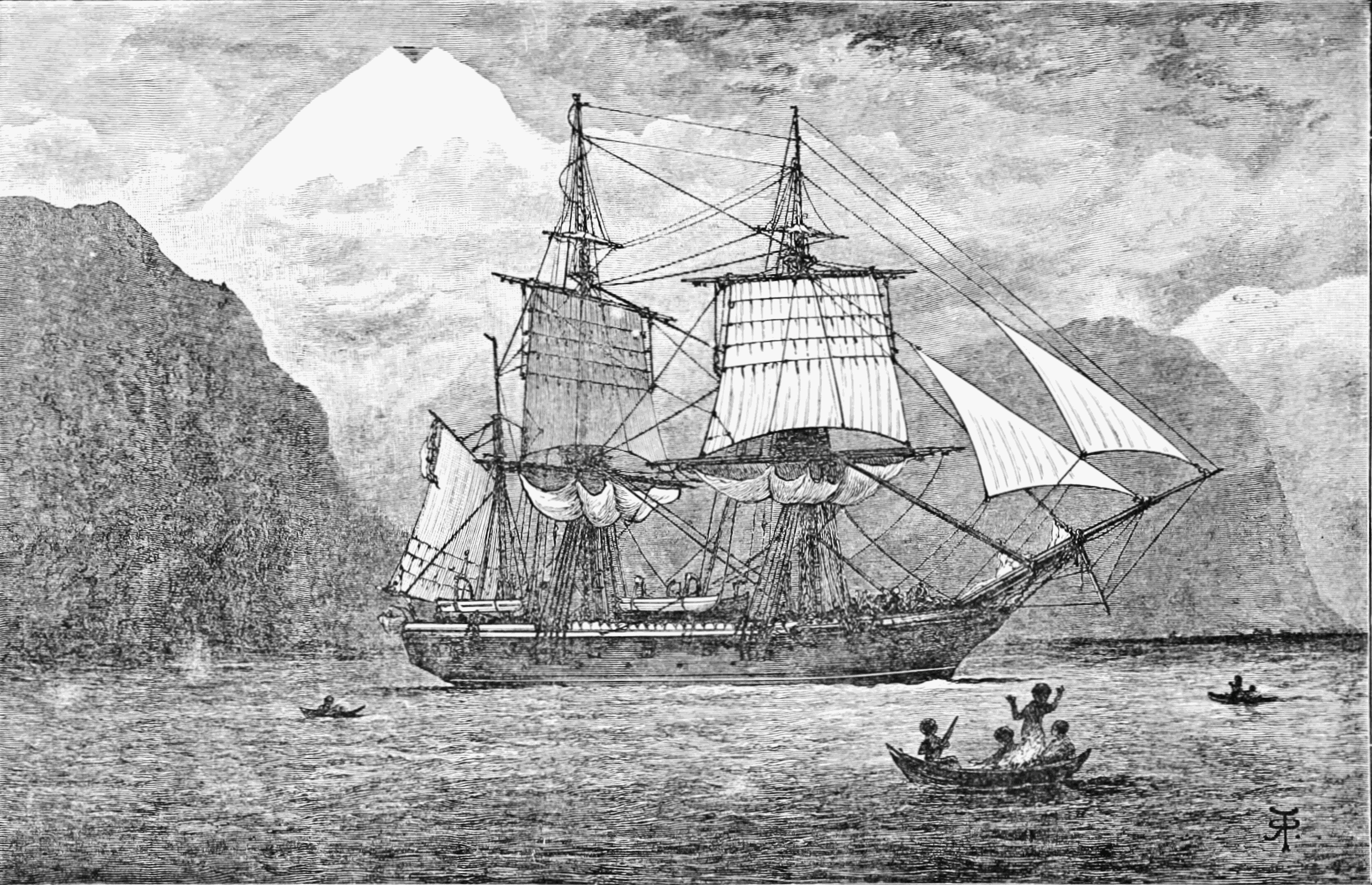
ビーグル

- 1512–14— アンリ・グラサデュー (グレート・ヘンリー)： ヘンリ8世の旗艦
- 1557-59— エリザベス・ジョナス（en）：1559年のアルマダの海戦を戦った英国最初の大型ガレオン船
- 1586— ヴァンガード（en）
- 1608— アーク・ロイヤル（en）：再建造
- 1610— プリンス・ロイヤル
- 1613— ディファイアンス（en）：再建造
- 1615— メローナ（en）：再建造
- 1616— コンバーティン（en）：ウォルターローリーの私掠船「デスティニー」として建造された。
- 1617— レインボー（en）：再建造
- 1631— ヴァンガード（en）：再建造
- 1637— ソブリン・オブ・ザ・シーズ：チャールズ1世の命令によって建造された1等戦列艦。
- 1655— ロイヤル・チャールズ
- 1670— セント・アンドリュー：1等戦列艦。後にロイヤル・アン(HMS Royal Anne)と改名された。
- 1751— ドルフィン（en）：6等フリゲート艦。地球を2周した。
- 1756— ロイヤル・ジョージ（en）：1等戦列艦。この船の沈没事故（1782年）は800人程の犠牲者を出し、英国海軍史上でも有数の災害となった。
- 1783— ヨーロッパ（en）：50門4等艦。ジョセフ・ウィドベイ（en）とジョージ・バンクーバー が1793年に ポート・ロイヤル の調査に用いた。
- 1805— オーシャン：2等戦列艦。カスバート・コリングウッドの旗艦を務めた。
- 1809— マケドニアン（en）： フリゲート艦。米英戦争でアメリカのフリゲート艦「ユナイテッド・ステーツ」（en）に拿捕された。
- 1814— ネルソン（en）：126門1等戦列艦。
- 1818— タラベラ：3等戦列艦 。
- 1820— ビーグル：チャールズ・ダーウィンの有名な航海に用いられた船。
- 1846— 二ジュール（en）：スクリュー推進の有効性を試験するために用いられた。
- 1852— アガメムノン（en）：フランスのナポレオン級戦列艦に対抗して建造された英国初の蒸気スクリュー戦列艦。
- 1854— ロイヤル・アルバート（en）：131門蒸気スクリュー戦列艦。
- 1868— レパルス（en）：英国海軍が建造した最後の木造戦列艦。